# Ambre-Bobaomby
Ambre-Bobaomby is een vulkaanveld in Madagaskar, gelegen in de noordelijke regio Diana. Recente uitbarstingen zijn niet bekend.
De vulkaan bevat top kegels en kratermeren. Het gebied bestaat uit geïsoleerde bossen. In het gebied valt ongeveer 3.500 mm regen per jaar waardoor het een van de natste gebieden van Madagaskar is.